# 姜紀
姜 紀（きょう き、生没年不詳）は、五胡十六国時代の軍人・官僚。天水郡の人。涼州及び関中の諸政権を渡り歩き、謀臣として暗躍した。

## 生涯
後涼に仕え、尚書に任じられた。
399年12月、後涼天王呂光が崩御し、嫡子の呂紹が後継となった。これに不満を持った司徒呂弘は、姜紀を密かに太尉呂纂のもとへ派遣して伝えた。「主上は闇弱で、多難な時節に堪えられません。兄上の威厳や恩徳は国中の者が知っています。どうか小節にこだわらず、社稷の為に行動して下さい」と呂纂を扇動した。呂纂は壮士数百人を揃え、夜中に宮城を攻撃した。追い詰められた呂紹は自殺し、呂纂が天王に即位した。
400年6月、呂纂は北涼を攻めることにした。姜紀は「今は夏であり、民衆が農業に従事せねば収穫も少なくなり、損失が多くなります。軍が嶺西へ向かえば、南涼は必ずや都下にまで攻めてきましょう。そこで軍を返して後事を図られますように」と呂纂を諌めた。これに対し呂纂は「虜には大志がなく、朕が親征したと聞けば、自らの守りを固めるであろう。今、速やかに襲えば成功するに違いない」と諫言に従わなかった。張掖郡を攻囲し、西の建康郡を侵略したが、南涼の車騎将軍禿髪傉檀が姑臧に来寇したと聞いて帰還した。
401年2月、呂纂が番禾郡太守呂超に殺害された。巴西公呂他と隴西公呂緯は北城にあり、二人は南城にいる姜紀と焦辯、東苑にいる楊桓と田誠を恃みに挙兵しようとした。しかし、二人が挙兵することはなかった。
その後、姜紀は後涼から南涼に逃れた。禿髪傉檀は姜紀と兵略を論じ、その才を気に入り、甚だ愛重した。座る際には席を連ね、出る時には同じ車に同乗し、談論は夜から昼まで続いた。その愛重ぶりを河西王禿髪利鹿孤が窘めたが、禿髪傉檀は聞き入れなかった。
8月、姜紀は数十騎を率いて、後涼討伐へ向かっていた後秦軍に逃げ込み、征西大将軍姚碩徳に「呂隆は孤立無援。明公は大軍を率いており、呂隆は必ず降伏します。しかし、それは見せかけの降伏で、服従はしないでしょう。私に3千の兵力をお貸しいただき、王松忽と共に逗留すれば、焦朗・華純等が呼応してくれます。敵の隙を窺えば、呂隆をたやすく滅せます。そうしなければ、南涼がこれを併呑するでしょう。南涼の兵は強く、国は富んでいます。その上、姑臧まで領有すれば、威勢はますます盛んとなり、北涼の沮渠蒙遜も西涼の李暠も対抗できずに、帰順することになります。そうなれば、この国の大敵ができてしまいますぞ」 これを受け、姚碩徳は、姜紀を武威郡太守とするよう上表し、3千の兵を与えて晏然に鎮させた。
12月、後涼の安定公呂超は晏然を攻撃したが、姜紀らの防戦により勝つことはできなかった。
408年5月、南涼が多難なことを知って、後秦天王姚興はこれを滅ぼそうと考えた。中軍将軍姚弼・後軍将軍斂成・鎮遠将軍乞伏乾帰に3万の兵を与え、南涼を攻撃させた。南涼王禿髪傉檀は姚興の偽書により、後秦軍への備えをしていなかった。姚弼が金城から渡河すると、姜紀が「禿髪傉檀は、我が軍の偽報に乗せられ、備えをしておりません。私に5千の軽騎をお貸し下さい。姑臧の城門を封鎖すれば、山沢の民は全て我等の物です。城は孤立無援となり、座して勝利を得られます」と姚弼に提案した。 姚弼はこれに従わなかった。
411年1月、姚弼は姚興の子息の中でも、特に可愛がられていた。姜紀は姚弼に近づき、追従するようになった。姚弼が雍州刺史として安定郡に鎮守すると、姜紀は姚興の側近らと結び、姚弼に中央へ戻るよう勧めた。姜紀らは、常山公姚顕に働きかけ、姚弼の協力者を増やした。これが功を奏し、姚興は姚弼を呼び寄せることにした。姚弼は尚書令・侍中・大将軍に任じられ、以後、朝臣達を次々と結び、東宮と張り合おうとしたので、国人はこれを憎んだ。
揚威将軍に任じられた。
417年1月、姚興が亡くなり、皇太子姚泓が後継者となった。後秦は国内は反乱が相次ぎ、国外は夏や東晋の侵攻を受けていた。征北将軍姚恢は、安定の住民3万8千を率いて、長安へ向かって移動していた。姚恢は大都督・建義大将軍を自称し、周辺の州郡へ檄を飛ばした。姜紀は姚恢の元へ駆けつけ、姚恢軍が新支まで来ると、姚恢に「国家の名将は全て東方にあり、京師には大した武力は残っていません。公は軽兵を率いてこれを急襲すれば必ず勝てます！」 と言った。姚恢は従わなかった。
これ以後、姜紀の行跡は史書に記載されていない。

## 人物・逸話
- 南涼の禿髪傉檀が姜紀を愛重するのを見て、禿髪利鹿孤は「姜紀は確かに才覚がある。しかし、その挙動を見ると我が国に長居するとは思えない。ならば、殺してしまった方が良いぞ。もしも姜紀が後秦へ行けば、後々の患いとなってしまう」 と忠告した。禿髪傉檀は「臣は布衣の交わりで姜紀と接しているのです。姜紀は私を裏切りません」と言って聞かなかった。しかし、姜紀は南涼から後秦に逃亡した[3]。

- 『十六国春秋』で、姜紀は呂氏の叛臣であり、阿諛姦詐（媚びへつらい、悪だくみや偽り）を好み、たびたび人々の仲を裂いたと評された[6]。